# Chanson d'anniversaire

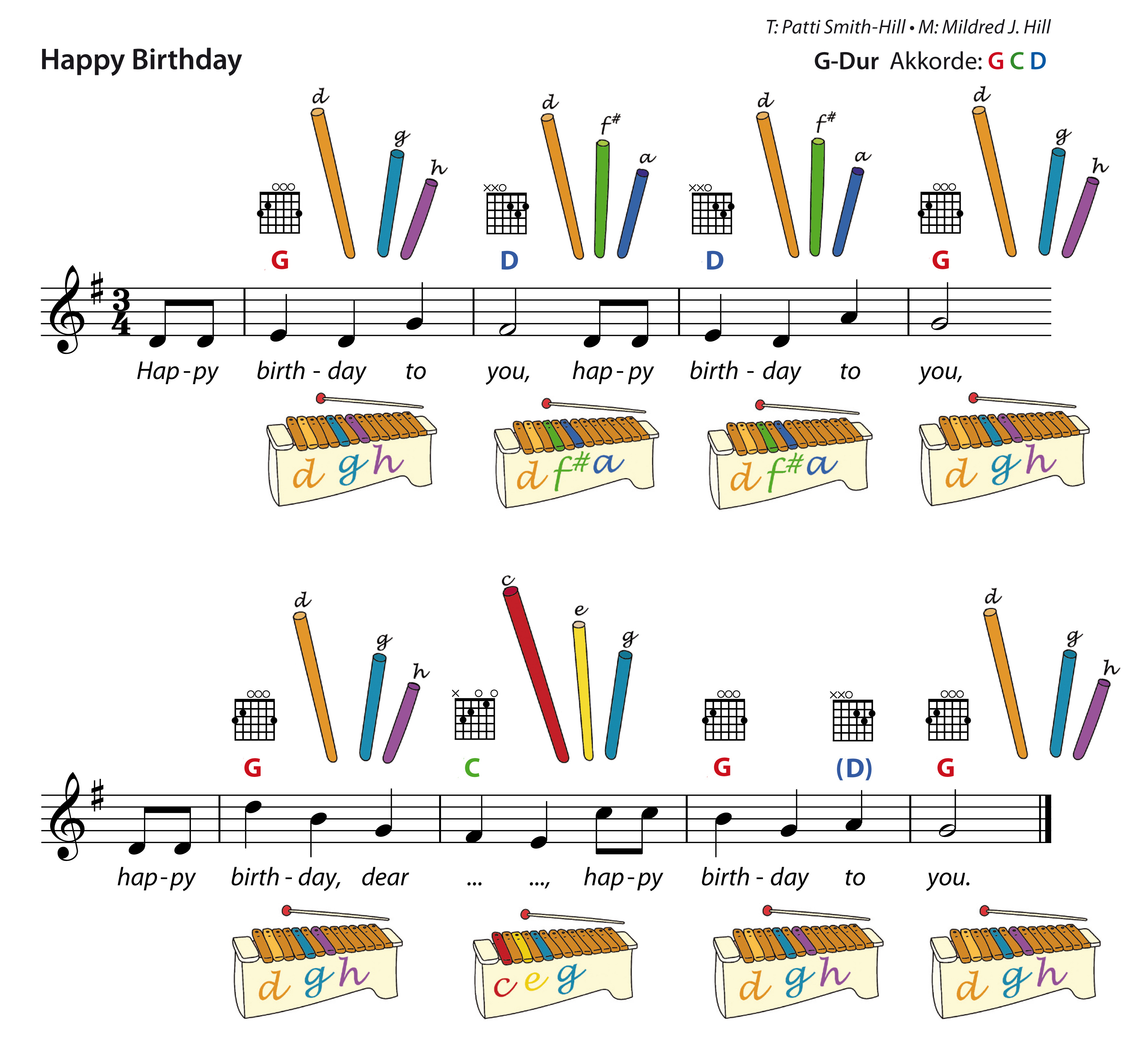
La chanson Happy Birthday avec divers instruments dont la guitare.

Une chanson d'anniversaire est une chanson qui célèbre l'anniversaire, la date anniversaire de la naissance d'une personne.  
Les chansons d'anniversaire traditionnelles pour enfants ou populaires sont plutôt courtes et comportent de nombreuses répétitions de texte. Les chansons d'anniversaire des auteurs de chansons modernes ont généralement plusieurs strophes avec de nombreux aspects de contenu autour de la fête d'anniversaire. 

## Caractéristiques
Selon les pays, « anniversaire », « bonheur » et « santé » sont des mots typiquement retrouvés dans des chansons d'anniversaire, et sont parfois répétés plusieurs fois. Des chansons comme Joyeux Anniversaire (ou Bonne Fête à toi) déploient leur effet en répétant constamment le message central du titre de la chanson. En revanche, en Allemagne par exemple, les chansons Wie schön, dass du geboren bist (Qu'il est beau que tu sois né), Weil heute dein Geburtstag ist (Parce que c'est aujourd'hui ton anniversaire) et Kräht der Hahn früh am Morgen (Le coq chante-t-il tôt le matin) décrivent tous les détails de la fête d'anniversaire, qu'on « danse, chante et rit », qu'un « bouquet de fleurs multicolores » est posé sur la table et qu'on mange « le gâteau » et « du chocolat ».
Le monde hispanophone possède des chansons d'anniversaire très connues comme Feliz, feliz en tu día de Los payasos de la tele et Cumpleaños feliz de Parchís. 
Aussi, de nombreux artistes et groupes contemporains américains ont publié leurs propres chansons d'anniversaire ou morceaux ayant pour thème l'anniversaire, comme Stevie Wonder (Happy Birthday), Lenny Kravitz (Happy Birthday), et The Beatles (Birthday).